# تلما هاپکینز
تلما هاپکینز (انگلیسی: Telma Hopkins؛ زادهٔ ۲۸ اکتبر ۱۹۴۸) یک هنرپیشه و خواننده اهل ایالات متحده آمریکا است.
او از اعضای گروه موسیقی تونی اورلندو و دان است.

## گزیده فیلمشناسی
از فیلم‌ها یا برنامه‌های تلویزیونی که وی در آن نقش داشته‌است می‌توان به آثار زیر اشاره کرد.
- ریشه‌ها: نسل‌های بعدی (۱۹۷۹)
- ترنسرها (۱۹۸۴)
- ترنسرها ۳ (۱۹۹۲)
- بخش فوریت‌های پزشکی (مجموعه تلویزیونی) (۱۹۹۸)
- غیب‌گو (مجموعه تلویزیونی) (۲۰۰۸)
- استاد عشق (۲۰۰۸)
- موش‌های آزمایشگاهی (۲۰۱۲–۲۰۱۴)
- دو دختر ورشکسته (۲۰۱۶)